# Boronia cymosa
Boronia cymosa är en vinruteväxtart som beskrevs av Stephan Ladislaus Endlicher. Boronia cymosa ingår i släktet Boronia och familjen vinruteväxter. Inga underarter finns listade i Catalogue of Life.